# آکاری اوگاتا
آکاری اوگاتا (به ژاپنی: 緒方 亜香里، به لاتین: Ogata Akari؛ زادهٔ ۲۴ سپتامبر ۱۹۹۰)، جودوکار اهل ژاپن است.
او فعالیت ورزشی خود را از هفت‌‌سالگی با کاراته آغاز کرد و در ده‌‌سالگی قهرمان رقابت‌های ملی نوجوانان ژاپن در این رشته شد. اوگاتا در سیزده‌سالگی کاراته را کنار گذاشت و به رشته جودو روی آورد.
در ردهٔ وزنی ۷۸ کیلوگرم (نیمه‌سنگین)، اوگاتا مدال برنز مسابقات جهانی جودو در سال ۲۰۱۰ و مدال نقره این رقابت‌ها را در سال ۲۰۱۱ به‌دست‌ آورد. او همچنین مدال نقره بازی‌های آسیایی ۲۰۱۰ را کسب کرد. پیش از این، در سال ۲۰۰۹ عنوان قهرمانی رقابت‌های جهانی نوجوانان را در همین وزن به‌دست آورده بود. تکنیک‌های مورد علاقهٔ او شامل اوچی ماتا، اوچی گاری و سانکاکو جیمه است.
او همچنین فعالیت حرفه‌ای خود در هنرهای رزمی ترکیبی را از سال ۲۰۲۲ با حضور در لیگ شوتو ژاپن آغاز کرد و در نخستین مبارزه با رأی داور به پیروزی رسید. او سپس در رقابت‌های گراپلینگ «شوتو رنگ‌ها» شرکت کرد، اما در برابر حریفی به نام لوک، با استفاده از تکنیک کیمورا مغلوب شد. از اوایل سال ۲۰۲۴، او به سازمان «وان چمپیونشیپ» پیوسته و تاکنون یک پیروزی از طریق ناک‌اوت فنی (TKO) در این رقابت‌ها کسب کرده است.
اوگاتا همچنین به‌عنوان درمانگر تخصصی در حوزه جودو فعالیت می‌کند.

## موفقیت‌های بین‌المللی در جودو
اوگاتا در سال ۲۰۰۹ با کسب عنوان قهرمانی مسابقات جهانی جوانان جودو در پاریس، نخستین موفقیت بین‌المللی خود را ثبت کرد. در دیدار نهایی این رقابت‌ها، او موفق شد کیلا هریسون از ایالات متحده را شکست دهد.
در ادامهٔ مسیر حرفه‌ای، او در سال ۲۰۱۰ مدال برنز رقابت‌های جهانی جودو در توکیو را به‌دست‌آورد و سال بعد در مسابقات جهانی ۲۰۱۱ پاریس، به مدال نقره دست یافت. همچنین در بازی‌های آسیایی ۲۰۱۰ که در گوانگژو برگزار شد، اوگاتا در دستهٔ منهای ۷۸ کیلوگرم به مدال نقره رسید.

## حضور در المپیک و رقابت‌های دیگر
اوگاتا نمایندهٔ ژاپن در بازی‌های المپیک تابستانی ۲۰۱۲ لندن بود. در این رقابت‌ها، او در دور نخست جئونگ گیونگ-می از کرهٔ جنوبی را شکست داد، اما در مرحلهٔ دوم مقابل مارهینته فرکرک از هلند مغلوب شد و از راه‌یابی به مراحل بعدی بازماند.
او همچنین ، در رقابت‌های بین‌المللی متعددی از جمله گرند اسلم و گرند پری حضور داشت و موفق به کسب چندین مدال شد. از جمله، مدال برنز گرند اسلم پاریس و گرند پری اولانباتار در سال ۲۰۱۵ از جمله دستاوردهای او در این دوره بودند.

## سبک مبارزه و تکنیک‌های مورد علاقه
اوگاتا به دلیل بهره‌گیری از برخی تکنیک‌های شناخته‌شدهٔ جودو در رقابت‌های خود شهرت دارد. تکنیک‌های مورد علاقهٔ او شامل اوچی-گاری (Ōuchi-gari)، اوچی-ماتا (Uchimata) و سانکاکو-جیمه (Sankaku-jime) هستند.
این تکنیک‌ها نقش مهمی در عملکرد فنی او در رقابت‌های ملی و بین‌المللی ایفا کرده‌اند.

## ورود به دنیای هنرهای رزمی ترکیبی (MMA)
پس از پایان فعالیت حرفه‌ای در رشتهٔ جودو، اوگاتا وارد رقابت‌های هنرهای رزمی ترکیبی (MMA) شد. نخستین مبارزهٔ او در این رشته در سال ۲۰۲۲ و در لیگ شووتو ژاپن برگزار شد که با پیروزی به پایان رسید.
در دسامبر ۲۰۲۳، او در یک رویداد گراپلینگ شرکت کرد و با استفاده از تکنیک کیمورا موفق به شکست حریف خود شد. همچنین، در مارس ۲۰۲۴، او در سازمان ONE Championship حضور یافت و در آن مبارزه با ناک‌اوت فنی (TKO) در راند سوم به پیروزی دست یافت.

## فعالیت‌های حرفه‌ای خارج از رقابت‌ها
اوگاتا افزون بر فعالیت‌های رقابتی، به‌عنوان درمانگر ورزشی در زمینهٔ جودو نیز فعالیت دارد. او با بهره‌گیری از تجربهٔ حرفه‌ای خود، در حوزهٔ درمان و توان‌بخشی بیماران فعالیت می‌کند.
با حضور در رقابت‌های بین‌المللی جودو و هنرهای رزمی ترکیبی، اوگاتا سابقه‌ای چندبعدی در ورزش حرفه‌ای دارد و در هر دو رشته عملکرد قابل‌توجهی از خود نشان داده است.